# Пока фронт в обороне
«Пока фронт в обороне» — советский фильм 1964 года режиссёра Юлия Файта по мотивам автобиографических рассказов Юрия Нагибина.

## Сюжет
Зима 1942 года, Волховский фронт. На передовую прибывает молодой политрук Русаков из отдела контрпропаганды штаба дивизии. Вместе с опытным фронтовиком — капитаном Шатерниковым — он ведёт на линии фронта со звукопередвижки передачи, с обращениями к немецким солдатам. Война словом оказывается не менее сложным делом, чем война оружием.

Наконец, впервые снят фильм о малоизвестном участке боевых действий — контрпропаганде среди вражеских войск.
Зимой 1941 года, когда гитлеровцы стояли под Ленинградом и Москвой, младший политрук Русанов обращается со словами правды к немецким солдатам. Трудность его миссии не только в том, что перед ним враг, опьянённый победами и оболваненный расистской демагогией. Напарник политрука — Шатерников — отважный и властный офицер, признает единственный убеждающий врагов довод: снаряд да пулю. А если, считает он, на худой конец и агитировать противника, то не грех и приврать для пользы дела. Защита Русановым чистоты и правдивости нашей пропаганды, сознание ответственности за слово, произнесённое перед людьми, приближают фильм к нам, нашим дням.
— Советский экран, 1965 год

## Литературная и реальная основа
Фильм снят по мотивам рассказов Юрия Нагибина «Бой за высоту» и «Павлик», писатель выступил и соавтором сценария. Рассказы — автобиографичны.
В январе 1942 года Юрий Нагибин, как знавший немецкий язык, был направлен инструктором в VII отдел (контрпропаганда) Политуправления Волховского фронта, где ему довелось не только выполнять свои прямые обязанности, но и воевать с оружием в руках. В ноябре 1942 года он был тяжело контужен, демобилизован — сборник рассказов «Человек с фронта» вышел в 1943 году.

Помню, как первый раз приехал к автору. Нагибин был классиком советской литературы, непререкаемым авторитетом в кино… Я стал высказывать ему свои соображения. И говорю: «Ну, Юрий Маркович, вы же понимаете, что это история… дурацкая. Мальчик на войне решает говорить фрицам правду и только правду… Дурачок какой-то». На что Нагибин говорит: «Вы, Юлий Андреевич, поаккуратней. Это всё-таки автобиографическая повесть». Мы вместе работали над режиссёрским сценарием. Далеко не каждый писатель возьмётся.— режиссёр фильма Юлий Файт

## В ролях
- Игорь Косухин — Русанов, переводчик, политрук из отдела контрпропаганды
- Виктор Авдюшко — капитан Шатерников
- Светлана Светличная — Катя, связистка
- Владимир Белокуров — Шорохов, дивизионный комиссар
- Андрей Файт — Попов, батальонный комиссар
- Георгий Жжёнов — Сергей Николаевич, батальонный комиссар
- Александр Демьяненко — Рунге, немецкий военнопленный унтер-офицер
- Григорий Аронов — немецкий военнопленный офицер
- Георгий Кульбуш — немецкий военнопленный, который в мирное время работал крановщиком
- Александр Анисимов — Саня, водитель грузовика — передвижного пункта конртпропаганды
- Геннадий Крашенинников — солдат, из экипажа грузовика — передвижного пункта контрпропаганды
- Лев Степанов — военный переводчик из отдела контрпропаганды
- Мария Самойлова — военный переводчик из отдела контрпропаганды
- Олег Хроменков — Фрязев, батальонный комиссар, автор неправдивой агитлистовки «Клещи»
- Рита Гладунко — связистка
- Вера Липсток — связистка
- Александр Суснин — шофёр на попутке
- Юрий Соловьёв — самострел
- Николай Губенко — Бурьянов, напившийся военный
- Владимир Липпарт — военный кладовщик
- Сергей Дрейден — военный у кладовщика
- Олег Белов — солдат с телефоном в избе
- Владислав Ковальков — Логвин
- Владимир Костин — комбат Чернецов
- Владимир Волчик — советский офицер на передовой
- Павел Первушин — советский офицер на передовой
- Виктор Терехов — военный на передовой

## Песня в фильме
В фильме звучит песня «Я помню страны позывные…» — стихи специально для фильма написал близкий друг режиссёра поэт Геннадий Шпаликов, музыка композитора Бориса Чайковского, причём песня звучит в исполнении именно актёра фильма Олега Белова.

## Съёмки
Съёмки фильма проходили у деревни Мелётово в Псковской области, в марте, пока не растаял снег.
Фильм получил вторую категорию, по словам режиссёра — из-за его отказа вырезать три сцены, на которые после просмотра указал начальник главка игровых картин Госкино Ю. П. Егоров:

И вот фильм закончился, Егоров встал на костылях, подозвал меня, расцеловал, поздравил. Егоров говорит: «Пойдём теперь ко мне в кабинет». И только мы вошли, он сказал: «Этот, этот и этот эпизоды надо вырезать!» Я говорю: «Что? С какой стати? Это три лучших эпизода! Нет, не буду». Дали вторую категорию и запретили показывать в армии.

Знаете, из-за какой сцены? Там баня с голыми мужиками. Во второй сцене лежит офицер и насвистывает «Вставай, страна огромная…» Это должен хор петь! Мощно и серьёзно! А он насвистывает. Третья претензия — как показан быт армии: солдаты, неухоженные, строем не ходят. Нельзя показывать армию с такой стороны!— режиссёр фильма Юлий Файт
В ряде источников указывается, что фильм был «положен на полку», но это не так — фильм вышел, но в ограниченный прокат.

## Критика
Критика, приветствуя тематику фильма, с сожалением отметила слабость сценария:

Обидно, когда Русанов (И. Косухин) актёрски проигрывает подле Шатерникова, с убеждающей определённостью сыгранного В. Авдюшко. Виной тому — «голубая» расплывчатость роли Русанова, недостаточность её сюжетной и смысловой нагрузки, поспешное снятие конфликта. Опытный сценарист Ю. Нагибин и начинающий режиссер Ю. Файт разрубили узел прежде, чем он был завязан; а для заполнения пустоты вставили расхожий эпизод с прорывом Русанова через вражескую засаду. Придумали они и удручающе банальную любовную историю.— Советский экран, 1965 год
Фильм хотя и был назван последователем стилистики фильма «Солдаты», но был назван слабым:

И не зоркий глаз обнаружит, что фильм «Пока фронт в обороне» Ю. Файта по своей драматургической структуре и режиссёрской стилистике весьма близок, родствен «Солдатам». Как здесь, так и там — повседневное течение фронтовых будней, обострённое внимание к подробностям и деталям солдатского быта. Но ведь вот странность! Именно эти-то подробности и частности киноповествования, эта дотошная достоверность и какая-то скрупулёзная микроскопичность наблюдений помешали здесь пробиться к подлинно художественным обобщениям. Во всяком случае, любопытно отметить такие кинематографические парадоксы; почему такой давний фильм, как «Солдаты», «смотрится» и сейчас, а последние киноленты вроде «Первого снега» и «Пока фронт в обороне» оставляют зрителей равнодушными.
— Размышления у экрана: сборник критических статей, 1966 год
Интересно, что именно бытовые детали подготовки к бою в фильме 2016 года «28 панфиловцев», как подметла кинокритик Нина Циркун, вызывают аналогии с фильмом «Пока фронт в обороне».
Но при всех замеченных недостатках, критикой в 1966 году было отмечено, что

В любых, даже неудавшихся, неглубоких по мысли фильмах, вроде «Бессмертного гарнизона», «Третьего тайма» или «Пока фронт в обороне», мы ощущаем подлинную обстановку войны, её кровь и жестокость. Неуязвимые манекены сменились людьми, способными испытывать боль, страх, отчаяние, ненависть. Людьми которые знают, как тяжело достаётся победа.
Писатель Юрий Нагибин в журнале «Искусство кино» за 1965 год, при том, что сам резко отозвался о фильме в смысле несоответствия его видению, отказал критикам в претензиях к фильму:

Я люблю работать с деталью, всегда стремлюсь показать вещь, явление — через часть. Файт берёт явление, событие обобщённо, пренебрегая деталью. Изменилась даже авторская точка зрения, угол зрения. Если я описываю, скажем, говорящего героя, то Файт, наоборот, показывает того, кто этого героя в данный момент слушает.
Они все — и Ракитин — Косухин, и Шатерников — Авдюшко, и даже истеричный немец — Демьяненко — ничем не напоминали моих героев. Может быть, только дезертир — Юрий Соловьев — исключение в этом смысле. Я говорю и о внешнем рисунке образа и о его внутренней сущности — ведь они неразделимы.
Трудно представить себе что-либо столь далекое от моей манеры, моего стиля, моего видения мира, людей, чем картина Файта. Правда, фабула здесь сохранена моя, идея выражена отчётливо, однако образы и самый способ изображения действительности начисто не мои. Но почти все, кто видел фильм (я в том числе), считаю эту работу талантливой и значительной, а военные люди — так и полезной. Могу ли я в таком случае иметь претензии к Файту? Убеждён, что нет! Творение важнее автора, и раз режиссёром создано настоящее произведение искусства, то схожесть его или несхожесть с литературной первоосновой имеет значение разве что для критического рукоблудия.